# Drusos
Esta página contém alguns caracteres especiais e é possível que a impressão não corresponda ao artigo original.
Os drusos (em árabe: درزي, pl. دروز, transl. darazī, pl. durūz; em hebraico: דרוזים‎, transl. druzim) são um grupo religioso esotérico árabe da Ásia Ocidental que adere à fé drusa, uma religião abraâmica, monoteísta e sincrética cujos principais princípios afirmam a unidade de Deus, a reencarnação e a eternidade da alma. Residem sobretudo no Líbano, em Israel, na Síria, na Turquia e na Jordânia (pequenas comunidades expatriadas existem ainda nos Estados Unidos, no Canadá, na América Latina, na Austrália e na Europa).
Embora a fé drusa tenha se desenvolvido a partir do ismaelismo (um braço do Xiismo), os drusos não se identificam como muçulmanos. Eles mantêm a língua e a cultura árabes como partes integrantes de sua identidade, sendo o árabe sua língua principal. A maioria das práticas religiosas drusas é mantida em segredo, e a conversão à sua religião não é permitida para pessoas de fora. Casamentos inter-religiosos são raros e fortemente desencorajados. Eles diferenciam os indivíduos espirituais, conhecidos como "uqqāl", que detêm os segredos da fé, e os seculares, chamados de "juhhāl", que se concentram em assuntos mundanos. Os drusos acreditam que, após completar o ciclo de renascimento através de sucessivas reencarnações, a alma se reúne com a Mente Cósmica (al-ʻaql al-kullī).
Os drusos intitulam-se em árabe como Ahl al-Tawhid, "o povo do monoteísmo". A origem do nome druso é debatida, mas costuma ser ligada com Adarazi, pregador ismailita do século XI, embora os próprios drusos o considerem como um herético. De um ponto de vista moderno, são vistos como um grupo etnorreligioso. Estimativas atuais colocam o tamanho da população drusa entre 800 000 e 2 milhões de pessoas.

## História

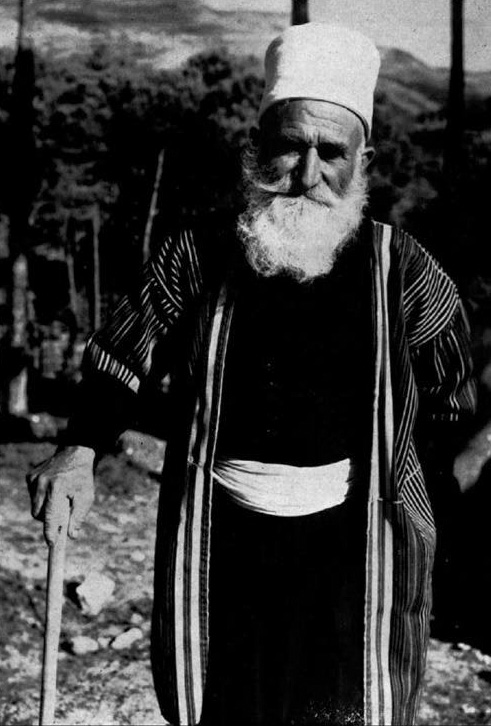
Xeque (ʻUqqāl) druso com vestes religiosas

A religião desenvolveu-se a partir do Islão ismaelita, um movimento filosófico baseado no Califado Fatímida, no século X, numa época de particular riqueza cultural. A religião não tentou reformar o Islão, mas criar um novo corpo religioso, influenciado pela filosofia grega, a gnose e o cristianismo, entre outros. 

Estrela drusa

Os principais actores foram Aláqueme Biamir Alá, o califa que clamou ser Deus, e Hâmeza ibne Ali ibne Amade, o principal líder do movimento. Foi Hâmeza que proclamou publicamente, pela primeira vez, que Aláqueme era Deus. Aláqueme enfrentou a oposição dos muçulmanos ortodoxos por aquilo que eles consideraram como apostasia e foi desdenhado pela sua violência extrema, ao perseguir minorias religiosas (tais como os cristãos). Em 1010, Aláqueme destruiu a Igreja do Santo Sepulcro, em Jerusalém.
Porque os drusos consideram Aláqueme como a encarnação de Deus, foram perseguidos pelos muçulmanos radicais, em especial depois da morte de Aláqueme, em 1021. Os drusos usaram então a taqiyya ("dissimulação"), mantendo a sua verdadeira crença em segredo e aceitando formalmente a religião dominante. Os drusos acreditam que Aláqueme desapareceu e irá regressar no final dos tempos.
Os drusos tiveram um papel importante na história do Levante. Eles estavam espalhados pelo monte Líbano, que era conhecido como a montanha dos Drusos e, mais tarde, no igualmente chamado monte dos Drusos (Jabal Alduruz; em árabe: جبل الدروز‎ ou ainda, Jabal Alárabe), na Síria.
Os drusos também tiveram um papel importante na Guerra Civil Libanesa (1975–1990). Organizaram uma milícia, provavelmente a mais forte da guerra no Líbano, sob o comando de Walid Jumblatt, filho de Kamal Jumblatt — em oposição à milícia cristã maronita falangista de Bachir Gemayel. Eles estavam baseados na área do monte Líbano, especialmente na região do Shouf.
A maioria deles, inclusive os drusos de Israel, considera-se etnicamente árabe. Em 2017, uma pesquisa do Pew Research Center revelou que a maior parte da população drusa israelita identificava-se como árabe. Israel tem a terceira maior população drusa do mundo, depois da Síria e do Líbano. Os dados da pesquisa mostraram que, quanto à religião, a maioria se declara drusa; cultural e etnicamente, considera-se árabe; e, quanto à cidadania, declara-se israelense, ainda que uma pequena minoria se identifique como  palestina, à diferença do que ocorre com os  cidadãos árabes de Israel, que se identificam predominantemente como palestinos.

## Crenças

### Deus
A concepção drusa de deidade é descrita como uma estrita e inflexível unidade. A principal doutrina drusa afirma que Deus é transcendente e imanente, no qual ele está acima de todos os atributos, mas, ao mesmo tempo, está presente.
Com seu âmbito de manter a unidade de Deus, tiraram dele todos seus atributos (tanzih). Em Deus, não haveriam nenhum atributo distintos de sua essência. Ele é sábio, poderoso e justo não por sua sabedoria, poder e justiça, mas por sua própria essência. Deus é "tudo da existência" ao invés de "acima da existência" ou "seu trono", que fazem Dele "limitado". Não há "como", "quando" ou "como sobre ele"; ele é incognoscível.
Em seu dogma, são muito similares ao corpo semi-religioso e semi-filosófico que floresceu sob Almamune conhecidos como mutzalismo e a Ordem Fraternal dos Irmãos da Pureza (Ikhwan al-Ṣafa).
 

Diferentemente do Mutzalismo e outros ramos similares da Tawasuf, os druzos acreditam no conceito de Tajalli (teofania). Tajalli é comumente mal interpretado por acadêmicos e escritores e confundido com o conceito de encarnação. 
[Encarnação] é a crença espiritual central nos drusos e em algumas outras tradições intelectuais e espirituais […] Em um sentido místico, refere-se à luz de Deus experimentada por certos místicos que alcançaram um alto nível de pureza em sua jornada espiritual. Assim, Deus é percebido como o Lahut [o divino] que manifesta Sua Luz na Estação (Maqaam) do Nasut [reino material] sem que o Nasut se torne Lahut. Isso é como a imagem de alguém no espelho: alguém está no espelho, mas não se torna o espelho. Os manuscritos drusos são enfáticos e alertam contra a crença de que o Nasut é Deus […] Ignorando este aviso, indivíduos buscadores, estudiosos e outros espectadores consideraram al-Hakim e outras figuras divinas […] Na visão escritural drusa, Tajalli assume um papel central. Um autor comenta que Tajalli ocorre quando a humanidade do buscador é aniquilada para que atributos divinos e luz sejam experimentados pela pessoa. 

### Escrituras
As escrituras sagradas dos drusos incluem o Corão e as Epístolas de Sabedoria. Outros textos drusos antigos incluem o Rasa'il al-Hind (Epístolas da Índia) e muitos os antigos manuscritos perdidos (ou escondidos) como al-Munfarid bi-Dhatihi e al-Sharia al-Ruhaniyya, assim como outros textos instrutivos e tratados acerca de polêmicas.

### Reencarnação
Reencarnação é um parâmetro principal na fé drusa. Segundo a fé, a reencarnação ocorre instantaneamente após a morte de alguém, pois existe uma eterna dualidade entre o corpo e a alma, sendo impossível haver uma alma sem corpo. Diferentemente do Budismo, do Hinduísmo e do Neoplatonismo, na fé drusa, a alma humana só é compatível com um corpo humano, não havendo a possibilidade de reencarnação em outro tipo de ser. E, além disso, uma "alma macho" só pode reencarnar em um humano macho, e uma "alma fêmea" só pode reencarnar em um humano fêmea. E para mais longe ainda, um druso só pode reencarnar num corpo druso. 